# Kanton Hauts de Bienne
Der Kanton Hauts de Bienne ist seit 1790 ein französischer Wahlkreis im Département Jura in der Region Bourgogne-Franche-Comté. Er umfasst sieben Gemeinden im Arrondissement Saint-Claude und hat sein Bureau centralisateur in Hauts de Bienne. Er erhielt seinen heutigen Namen per Dekret vom 24. Februar 2021.

## Gemeinden
Der Kanton besteht aus sieben Gemeinden mit insgesamt 15.738 Einwohnern (Stand: 1. Januar 2022) auf einer Gesamtfläche von 225,61 km²:
| Gemeinde               | Einwohner 1. Januar 2022 | Fläche km² | Dichte Einw./km² | Code INSEE | Postleitzahl |
| ---------------------- | ------------------------ | ---------- | ---------------- | ---------- | ------------ |
| Bellefontaine          | 494                      | 24,71      | 20               | 39047      | 39400        |
| Bois-d’Amont           | 1.695                    | 12,06      | 141              | 39059      | 39220        |
| Hauts de Bienne        | 5.099                    | 23,48      | 217              | 39368      | 39400        |
| Les Rousses            | 3.702                    | 38,00      | 97               | 39470      | 39220, 39400 |
| Longchaumois           | 1.133                    | 57,60      | 20               | 39297      | 39400        |
| Morbier                | 2.371                    | 41,58      | 57               | 39367      | 39400        |
| Prémanon               | 1.244                    | 28,18      | 44               | 39441      | 39220, 39400 |
| Kanton Hauts de Bienne | 15.738                   | 225,61     | 70               | 3911       | –            |

Im Rahmen der landesweiten Neuordnung der französischen Kantone im Frühjahr 2015 blieb sein Zuschnitt unverändert. Er besaß vor 2015 jedoch einen anderen INSEE-Code als heute, nämlich 3919.

## Veränderungen im Gemeindebestand seit 2015
2016: Fusion La Mouille, Lézat und Morez → Hauts de Bienne

## Politik
| Vertreter im Departementrat | Vertreter im Departementrat                      | Vertreter im Departementrat |
| Amtszeit                    | Namen                                            | Partei                      |
| --------------------------- | ------------------------------------------------ | --------------------------- |
| 2004–2015                   | François Godin                                   | UMP                         |
| 2015–2018                   | Maryvonne Cretin-Maitenaz François Godin         | UDI                         |
| 2018–2021                   | Maryvonne Cretin-Maitenaz Régis Malinverno       | UDI                         |
| 2021–                       | Maryvonne Cretin-Maitenaz Sébastien Benoit-Guyod | UDI                         |